# Volgograd
Volgograd (Волгогра́д - một số tài liệu Việt Nam phiên âm là Vôngagrát) là một thành phố lớn nằm trên bờ tây hạ lưu sông Volga, một trong những trung tâm công nghiệp lớn của nước Nga.
Trong lịch sử, thành phố còn có tên là Tsaritsyn (Цари́цын - Xarítxưn) (1598-1925). Từ năm 1925 đến năm 1961, thành phố mang tên Stalingrad (Сталингра́д - Xtalingrát), mang tên lãnh tụ Liên Xô Stalin. Trong Chiến tranh thế giới thứ hai, đây là nơi diễn ra những trận đánh khốc liệt nhất giữa phát xít Đức và Hồng quân Liên Xô. Tại đây hiện còn có tổ hợp kiến trúc tượng đài gắn liền với một trận đánh nổi tiếng giữa Hồng quân Liên Xô và Quân đội Đức Quốc xã trong cuộc Chiến tranh Xô-Đức (trận Stalingrad trong thời gian 1942 - 1943), đó là viện bảo tàng lịch sử-trận chiến Stalingrad.
Năm 2018, nơi đây đã diễn ra các trận đấu của giải vô địch bóng đá thế giới. Có một điều khá thú vị là các du khách khi đến xem bóng đá tại đây có một trải nghiệm thú vị về vùng này, đó là đặc sản vấn nạn côn trùng, đặc biệt là ruồi muỗi và nhiều du khách đã bị đốt nhưng có nhiều người thì lại cảm thấy khá bình thường, nhất là người dân vùng này hoặc các du khách đến từ châu Phi, nơi có khí hậu nóng ẩm khá giống vùng này.
|  |